# クライヴ・ベイリー
クライヴ・ベイリー（Clive Bailey）は、イギリスのギタリスト兼ボーカリスト。1960年代後半に活動したサイケデリック・ロック・バンドのメイベル・グリアーズ・トイショップのオリジナル・メンバー。メイベル・グリアーズ・トイショップはプログレッシブ・ロック・バンドのイエスの母体になったことで知られる。

## 概要
1966年、ベイリーはロンドンでボブ・ハガー（ドラムス）と出会ってメイベル・グリアーズ・トイショップを結成した。彼等は1967年12月に元ザ・シンのクリス・スクワイア（ベース・ギター）とピーター・バンクス（ギター）を迎えて、二人のギタリストを擁してマーキー・クラブなどに出演するようになった。やがてバンクスが脱退してギタリストは再び彼一人になったが、元ザ・ウォリアーズのジョン・アンダーソン（ボーカル）が加入しバンクスもまもなく復帰した。やがて彼等はバンクスの提案で「イエス」と改名したが、ベイリーは結成時のイエスの写真には写っていないことから、改名前にメイベル・グリアーズ・トイショップを脱退したと推測される。
彼はイエスが1969年に発表したデビュー・アルバム『イエス・ファースト・アルバム』に収録された「ビヨンド・アンド・ビフォア」「スウィートネス」の共作者である。前者はスクワイアがメイベル・グリアーズ・トイショップ時代にベイリーと共作したサイケデリック・ソングで、メイベル・グリアーズ・トイショップが演奏した音源も存在する。
2014年、ハガー、ヒューゴ・バーレ、トニー・ケイ、ビリー・シャーウッドと結集して、2015年と2017年にメイベル・グリアーズ・トイショップ名義のアルバムを発表した。